# Record News
Record News é um canal de televisão comercial aberto brasileiro, com a programação dedicada principalmente ao telejornalismo, pertencente ao Grupo Record. A data de estreia do canal aconteceu às 20h do dia 27 de setembro de 2007 e marcou as comemorações de 54 anos da Record, que investiu US$ 7 milhões para equipar o canal, que teve inicialmente 150 jornalistas exclusivos e 100 profissionais de outras áreas, além de uma redação de 1 000 m², dividida em uma redação com sessenta posições e um estúdio para gravações.

## História

### Antecedentes

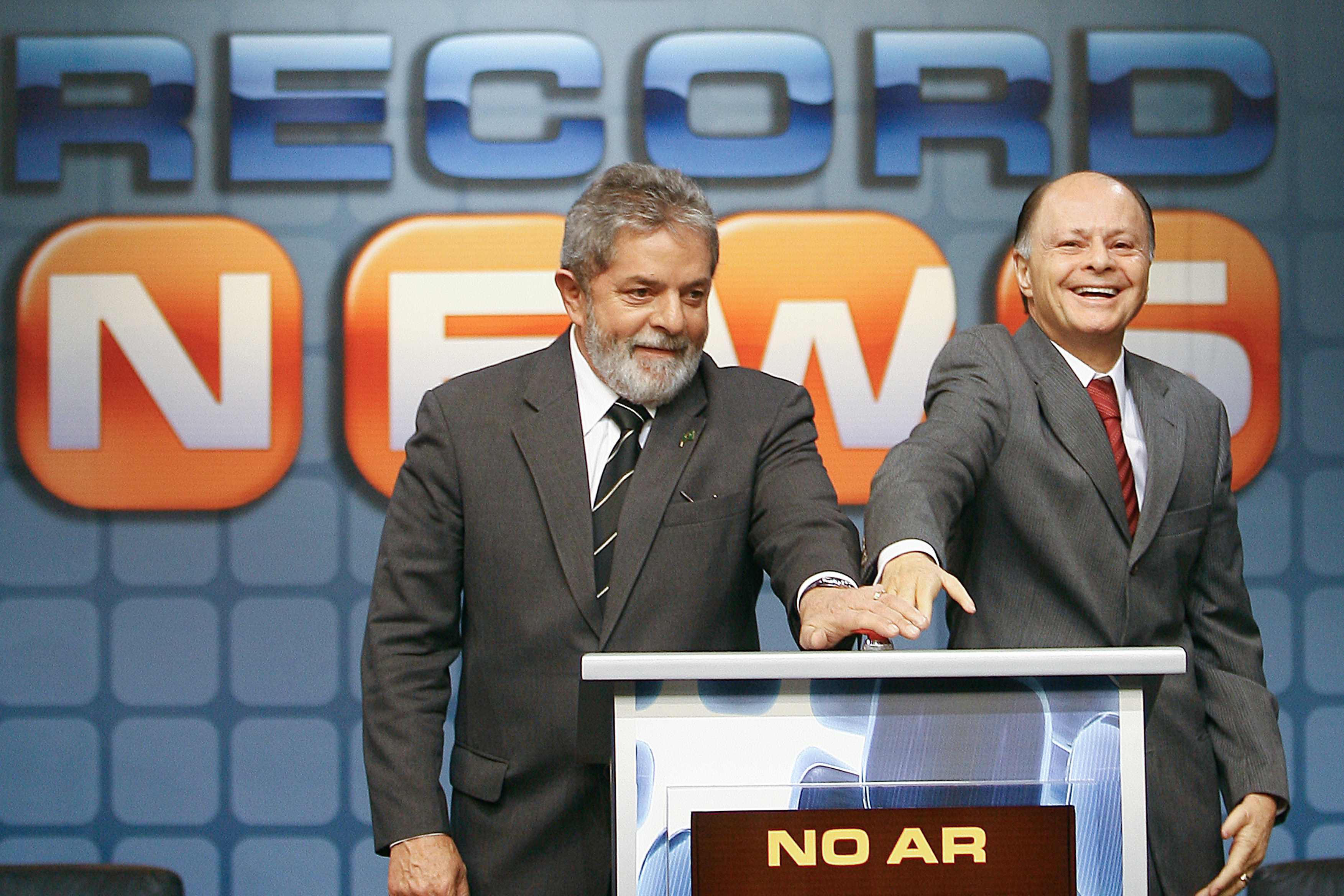
O então presidente Luiz Inácio Lula da Silva e o dono do Grupo Record, Edir Macedo, durante a cerimônia de lançamento da Record News, realizada no dia 27 de setembro de 2007.

Os planos para o lançamento do canal já haviam sido traçados entre o final de 2006 e o início de 2007, pela alta cúpula da Record, com o objetivo de fortalecer o telejornalismo, realizar novas experiências na área e buscar novos talentos para a "emissora-mãe". Devido a alta penetração da Rede Mulher em centenas de municípios brasileiros via UHF, foi definido que a tradicional emissora daria lugar a nova, assim que esta fosse lançada.
No início de fevereiro, executivos da Record viajaram para Atlanta, nos Estados Unidos, para conhecer a estrutura da famosa rede de notícias CNN, que fica sediada na cidade. CNN tal qual, transmite sua programação em escala global. Integraram a comitiva o vice-presidente Marcos Pereira, o diretor de operações e engenharia Reinaldo Gilli, o gerente de informática Anderson Moura, o diretor nacional de jornalismo Douglas Tavolaro, o chefe de redação Clóvis Rabelo e o diretor técnico e de projetos Luiz Seixas.
Em entrevista ao site Portal Imprensa, Alexandre Raposo, então presidente da Record, declarou que o novo canal seria um meio de tirar maior proveito dos produtos jornalísticos da emissora, fortalecendo a marca "Record", tornando-a ainda mais conhecida e aumentando as suas possibilidades de crescimento e atingirá um público qualificado, resultando em um bom faturamento, já que a emissora principal tem 35% de sua receita gerada a partir do telejornalismo.

### Extinção da Rede Mulher

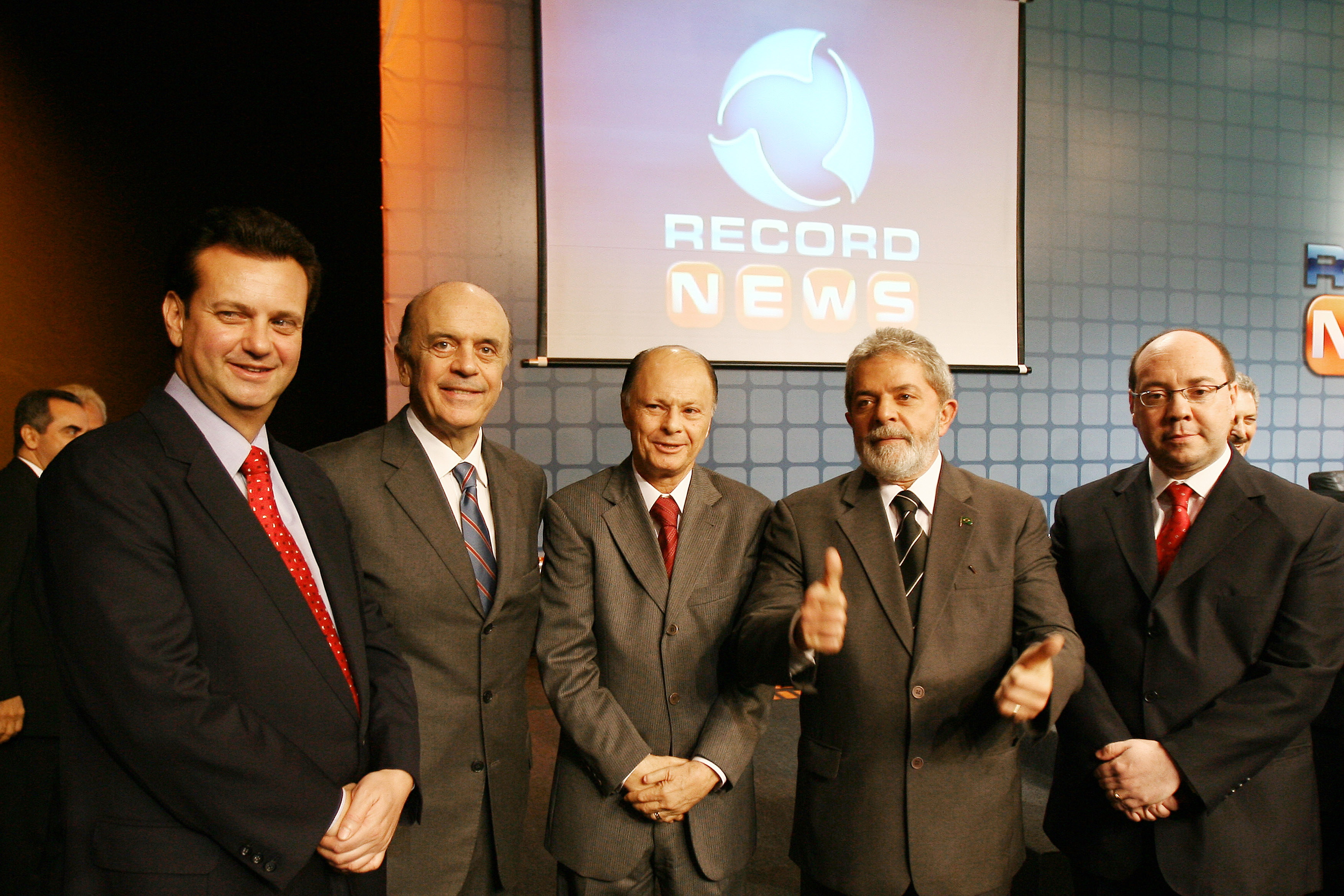
Gilberto Kassab, José Serra, Edir Macedo, Lula e Alexandre Raposo, na inauguração da Record News.

O primeiro movimento do novo canal foi a exibição de uma contagem regressiva para o início das transmissões com seu logotipo. Logo após, começou uma espécie de show de abertura, com a presença (então na época dos cargos em 2007) do então Presidente da República, Luiz Inácio Lula da Silva; do Governador do Estado de São Paulo, José Serra; do prefeito da cidade de São Paulo Gilberto Kassab; do presidente da Record, Alexandre Raposo; Edir Macedo, proprietário, com protocolo executado por Celso Freitas e no fim, Fafá de Belém cantou o Hino Nacional Brasileiro.

### Início da Record News

#### 2007
A Record News ocupou o sinal da Rede Mulher, emissora pertencente à Record que foi extinta. Assim, o canal Record News já estreou com uma rede de 101 emissoras abertas afiliadas. No entanto, deixou a desejar em algumas cidades, pois, a qualidade do sinal de transmissão não era suficiente para atingir a todos os municípios em que a Record News afirmava a transmissão em TV aberta do primeiro canal aberto de Jornalismo.

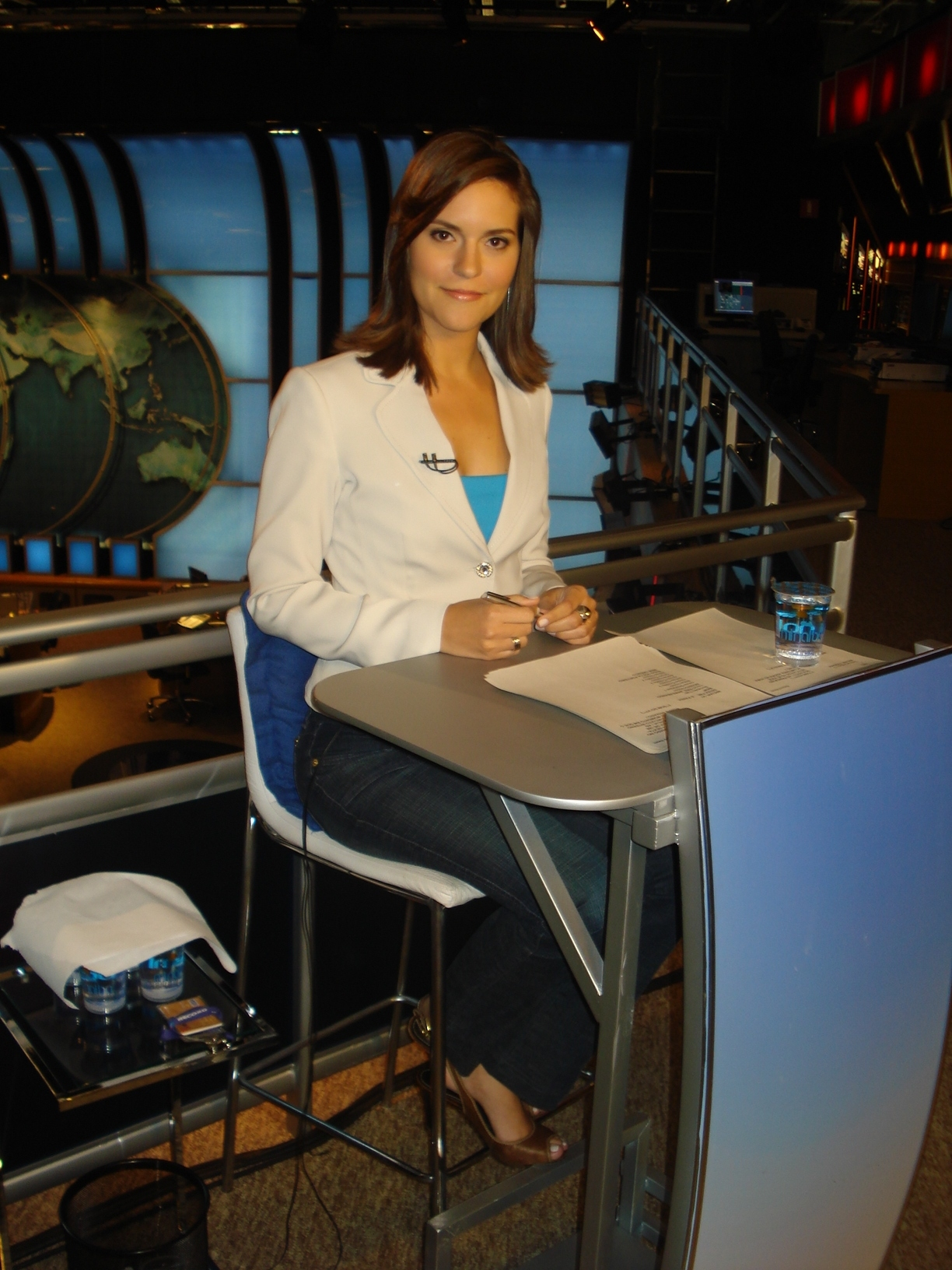
A jornalista Fabiana Panachão no estúdio do telejornal Hora News.

Cidades como Aracaju e Maceió que possuíam retransmissoras oficiais da Rede Mulher, e que portanto tinham a concessão de transmissão em TV aberta, não veicularam de imediato o sinal da Record News, pois o sinal irradiado não era suficiente para a transmissão, deixando no canal que deveria passar o canal de notícias, apenas chuviscos. Somente a partir da metade do mês de fevereiro de 2008, começou a funcionar.[carece de fontes?]
Para resolver esse problema a Record News anunciou investimentos na área de transmissão de imagens com o intuito de atingir a população prometida, no entanto, tal situação e até o momento meras promessas, posto que o canal não conseguiu visibilidade nacional, tendo em vista os problemas acima mencionados, além de ter seu sinal carregado apenas pela NET (atualmente Claro TV).
A estratégia de utilizar o sinal da Rede Mulher também seria uma maneira de garantir a presença do canal na NET, maior operadora de TV paga do país, pertencente ao Grupo Globo. Como a operadora já "carrega" a antiga emissora, a Record News não precisaria enfrentar o "monopólio" imposto pela Globo, que vetaria um concorrente da GloboNews na grade da NET.
O jornalista Daniel Castro publicou em sua coluna chamada "Outro Canal" na Folha de S.Paulo informando que seriam remotas as chances da Net, carregar o sinal da Record News, 
Como a Net carrega a Rede Mulher, isso quer dizer que a operadora, a partir de 27 de setembro, iria transmitir o sinal da Record News. Porém,a NET não era obrigada a distribuir a Rede Mulher em cidades como São Paulo e Rio de Janeiro, onde a Record News tem apenas retransmissoras. E seu contrato era para a distribuição a programação da Rede Mulher. Um novo conteúdo exige nova negociação, que passa pela NET, que na época era uma empresa do Grupo Globo que poderia vetar a Record News por ser concorrente da Globo News.

### 2008 e 2009: Expansão
Em 2008, a Record News ganhou duas novas afiliadas: TV Caburaí (Boa Vista/RR) e a TV Nativa (Pelotas/RS). No entanto, a TV Caburaí voltou a retransmitir a Rede Bandeirantes depois de retransmitir entre março a maio, a TV Nativa por mais de um mês, entre junho a julho, pois passou ser afiliada à Rede Record.
Na madrugada do dia 25 de fevereiro de 2009, a Record News passou ter sinal em Palmas, capital de Tocantins, pelo Canal 2, depois do fim das transmissões de via satélite da TV Diário, passando logo em seguida a transmitir a programação da Rede 21. Em maio de 2009, o Canal 2 deixa Record News e passa transmitir outras redes até se repetir o sinal da Rede Mundial.[carece de fontes?]
Em março, a NET interrompe o sinal e a grade de programação da emissora que estava no line-up no canal 93. Ainda não se tem previsão desse canal retorna a sua grade. No mesmo mês, a Telefônica TV Digital incluiu Record News através do canal 411.
Em 5 de junho, ganhou mais uma e a primeira afiliada no Maranhão: TV Tropical, em São Luís, capital do Maranhão, que foi transformada em Record News São Luís. Em 4 de julho, deixa de ser transmitida em Cuiabá pela Record News Cuiabá, que passou a transmitir a RedeTV! mudando para o nome TV Cuiabá. Em agosto, Richard Rasmussen deixa o comando do programa Selvagem ao Extremo para o SBT. Em 27 de setembro, a emissora, juntamente com a Rede Record acompanha o surgimento do R7 ao vivo. Dois meses depois, a emissora muda a programação, apenas aos sábados e domingos.[carece de fontes?]
Em 2009, o presidente da Record News, Carlos Geraldo declarou que com quase dois anos de existência, a Record News está presente em mais de 300 municípios brasileiros, em sinal aberto, fechado e por satélite. Das 27 capitais brasileiras, em seis o trabalho da emissora de televisão ainda não pode ser visto: Teresina (PI), Palmas (TO), Boa Vista (RR), Rio Branco (AC), João Pessoa (PB) e Goiânia (GO). Porém, no final de 2009, a emissora se instalou em mais 200 municípios brasileiros, inclusive nas capitais que faltam.
Desde 2007 a cidade de Araraquara contava com a cobertura da Record News, a qual ocupou o lugar da extinta Rede Mulher. Em meados de 2009 recebeu investimentos necessários para viabilizar a transmissão digital em Araraquara, que ocorreu na noite do dia 19 de dezembro. Em dezembro do mesmo ano a TV Cabrália passou transmitir em todas as cidades da Região Nordeste (exceto no Maranhão) a programação da Record News, no lugar da programação gerada em Araraquara. Em 12 de dezembro transmitiu o evento Ressoar, direto de Araraquara.

### Década de 2010

#### 2010

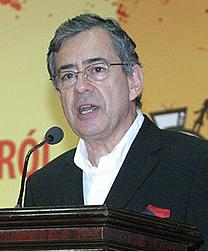
Entrevista Record Atualidade e do Domingo Espetacular, Paulo Henrique Amorim.

Em fevereiro, transmite conjuntamente com a Record os Jogos Olímpicos de Inverno de Vancouver (Canadá. Em março, transmite conjuntamente com a Rede Record os Jogos Sul-Americanos de Medellín (Colômbia).
No final de março, a Record News parou de exibir as chamadas do novo programa da emissora de Gugu Liberato, o talk-show chamado de Gugu Entrevista. A emissora veiculava as chamadas desde agosto de 2009 nos intervalos de programas na programação. A emissora nunca deu motivos pelo cancelamento ou adiamento, mas nos bastidores, comenta-se que foi em razão da atual situação da audiência do Programa do Gugu, exibido aos domingos na RecordTV, que perde para o Programa Silvio Santos (SBT), ficando na terceira posição na grande São Paulo. Esse motivo fez com que, em maio de 2010, o programa entrasse às 4 da tarde, e às 8 da noite, entrasse o Domingo Espetacular.
Em agosto, transmite conjuntamente com a Record os Jogos Olímpicos de Verão da Juventude de Singapura. No dia 8 de novembro de 2010, a emissora estreou um novo visual, com novos horários e programas inéditos, tais como o The Tonight Show with Jay Leno, que passou a ser exibido pela primeira vez na TV aberta brasileira.

#### 2011
Em 1.º de janeiro de 2011, a Record News transmitiu juntamente com a Record, a posse da Presidente da República, Dilma Rousseff. Em 1.º de fevereiro, a Record News passou a ser transmitida em Campinas e Região Metropolitana pelo Canal 2 VHF, até então era retransmissora por anos da TV Record da capital paulista, atingindo mais de 3 Milhões de habitantes na Região.[carece de fontes?]
Em 2 de maio, entrou no ar o novo site da Record News, no portal R7 (r7.com/recordnews), apesar de ter entrado no ar no dia anterior. Até nesse dia, a emissora tinha antigo (www.recordnewstv.com.br) que hoje redireciona ao novo site. No novo site, é possível ter acesso às principais informações do Brasil e do mundo por meio de vídeos das reportagens, programas na íntegra e muito mais.
Em 23 de maio, novas mudanças: o Página 1 passa a ser apresentado por Fabiana Oliveira e Lidiane Shayuri; o Mundo Meio-Dia fica sob o comando de Roberta Marques; o Esporte Record News vai para o horário das 13h30; João Santos ganha a companhia de Patrícia Costa no Direto da Redação; Amanda Françozo estreia no Estilo e Saúde; o Zapping, agora às 19h45, passa a ser apresentado por Vera Viel; o Record News Brasil, ancorado por Eduardo Ribeiro, apresentando o programa individualmente, vai para o horário das 20h15. Em seguida, estreia o Jornal da Record News, sob o comando de Heródoto Barbeiro e Thalita Oliveira. No dia 23 de junho, a Record News ganha mais uma nova afiliada, é a TV Guará, de São Luís do Maranhão, que substitui a antiga Record News São Luís.
Em outubro, a emissora fez a cobertura dos Jogos Pan-Americanos de 2011, em Guadalajara, no México, em conjunto com a RecordTV.

#### 2012
Em fevereiro a emissora estreou a nova logomarca, inspirada na logomarca da Record, porém agora sem a palavra Record permanecendo apenas o termo News. A partir de março, a emissora passa também a reprisar o talk show Roberto Justus +, aos domingos.
Entre julho e agosto, foram transmitidos os Jogos Olímpicos de Verão de 2012, realizando a maior cobertura da história da TV aberta no Brasil, com mais de 350 horas ao vivo.
Em 3 de setembro, o canal passar a exibir o Late Show with David Letterman. Ainda no mesmo dia, o programa Entrevista Record ganha um novo cenário e passa a ser exibido três vezes por semana.
No dia 5 de novembro a Record News demite 70% de seus funcionários, cerca de 40 funcionários, entre eles 25 jornalistas. Em nota, o Grupo Record informou que a emissora passaria por uma reformulação, concentrando apenas em telejornais. E passa a exibir apenas o Hora News, o Jornal da Record News e reprises de telejornais da Rede Record. 
No mesmo dia, foi anunciado pela Rede Mercosul que ela deixaria de transmitir a Rede Mundial para ser afiliada da Record News.
Em 11 de dezembro de 2012, a apresentadora Ligia Gabrielli anuncia no principal jornal da casa que a emissora vai se chamar Record News Paraná e que a transição dos demais programas produzidos no Paraná iria ser "lenta e gradual", logo após o comunicado (às 17h30) entra no ar a programação da Record News.
Segundo uma publicação especializada do jornal Meio & Mensagem, a Record News foi eleita a 8ª emissora de TV aberta mais admirada pelo mercado publicitário.

#### 2013
Em 15 de janeiro de 2013, segundo pesquisa divulgada pelo Ibope/MW9 e PayTV referente a 2012, a Record News teve 3 milhões de telespectadores a mais que a GloboNews e 16 milhões a mais que a BandNews. A emissora contou com a audiência de 23 milhões de brasileiros. De acordo com a pesquisa, um dos fatores para o índice é a reformulação na grade de programação da emissora, focando ainda mais em notícias e informações 24 horas. (A emissora exibe edições ao vivo do Hora News das 7h até 10h; das 11h até 14h; das 15h até 18h; das 19h até 20h15 e nas madrugadas). Consequentemente o crescimento na permanência dos telespectadores aumentou fazendo com que a Record News, em novembro e dezembro, ficasse à frente do Globo News.
Em 4 de julho, a TV Cabrália de Itabuna, na Bahia, deixou fazer parte da emissora própria da Record News e passou ser da Record no interior da Bahia. Retransmissoras da TV Cabrália na Região Nordeste deixaram veicular a programação e passaram repetir sinal da Record News Araraquara.
Em 9 de setembro surgiram algumas mudanças na grade da emissora. Reestreia o programa "Record News Rural" às 7h da manhã, transmitido direto de Araraquara. Também no mesmo dia o "Zapping" ganha mais uma exibição, agora também exibido às 16h15. O "Eco Record News" passa a ser exibido de segunda a sexta às 20h30 e aos sábados às 21h30. Com isso a série No Pior dos Casos passou para os domingos às 21:30h. [carece de fontes?]
No dia 11 de setembro a Record News passou a fazer parte da grade de programação da operadora de televisão via satélite Sky, após um longo período de disputa judicial, foi determinado que o canal de notícias junto a seis outros canais abertos fossem distribuídos gratuitamente para todos os assinantes. E assim mais 12 milhões de domicílios passam a contar com a programação da Record News, que chega à marca de 36 milhões de telespectadores em potencial.
No dia 14 de setembro o "Jornal da Record News" ganha versão aos sábados e domingos, também às 21h. Porém com meia hora de duração, e mostrando somente a parte musical que encerra o telejornal durante a semana, denominado assim "Talentos JR News".
Em dezembro foi divulgada mais uma edição da pesquisa Veículos Mais Admirados, realizada pelo Grupo Troiano de Branding para o Meio & Mensagem. Segundo essa pesquisa a Record News ocupada o sexto lugar entre os canais abertos com maior prestígio.

#### 2014
De acordo com a pesquisa divulgada pelo do IBOPE, assim como em 2013 a emissora foi líder entre canais de notícia, contando com audiência de 28 mil lares brasileiros por minuto. A média de telespectadores da Record News é maior do que a soma dos outros dois canais notícias brasileiros e 30% superior à do segundo colocado. Segundo a pesquisa, cerca de 35,2 milhões de indivíduos assistiram a emissora pelo menos 1 minuto em 2014 no Brasil.
Em 2014, a Record News pretende implantar uma série de novidades. Conforme o próprio grupo informou em uma rede social em dezembro de 2013, a emissora de notícias deixou o seu espaço no estúdio K e migrou para o estúdio F, na própria sede da Rede Record.
Em 1 de fevereiro de 2014, a Record News migrou para o sistema digital (padrão DVB-S2) no satélite Star One C2, afetando os usuários de antena parabólica que ainda não possuem receptores digitais, que passaram a não mais sintonizar o canal. No lugar de sua antiga frequência em analógico, entrou o canal Rede Família, pertencente ao mesmo grupo empresarial, enquanto que a Record News passou a ser sintonizável para quem tem receptor digital compatível com o padrão DVB-S2.
No dia 3 de fevereiro, a Record News inaugurou seus novos cenários, começando pelo Jornal da Record News, com Heródoto Barbeiro. Além disso, também estreou seu novo slogan, que agora é Record News, a líder em notícias.
Em 6 de fevereiro, transmitiu, em conjunto com a Record, os Jogos Olímpicos de Inverno de 2014, em Sóchi, Krasnodar, na Rússia dedicando 201 horas da programação às transmissões, maior em relação a emissora-mãe que dedicou 26 horas ao evento que terminou no dia 23 de fevereiro.
No mês de agosto a emissora bateu recorde de audiência, passando a integrar a lista dos 20 canais mais vistos na tv aberta e fechada.
Em 2014, a emissora encerra o ano com mais de 35 milhões de telespectadores por minuto no Brasil, alcançando assim a liderança do gênero notícia, e ficando a frente dos canais GloboNews e BandNews TV com 27,1 milhões e 16,9 milhões de pessoas, respectivamente. Entretanto, consegue esse índice por ser a única emissora do gênero exibida como televisão aberta. A Record News foi apontada como o sétimo veículo de televisão aberta mais admirado do país no ano de 2014, segundo pesquisa feita pelo Índice de Prestígio de Marca do jornal Meio & Mensagem. A rede de notícias ficou na frente de canais como a RedeTV!, a TV Gazeta e a Mix TV.

#### 2015
Em março de 2015, o canal vendeu duas horas diárias para o Medalhão Persa que é uma empresa que vende joias e tapetes; o programa era transmitido diariamente das 00h45 às 02h45, horário de Brasília. Em maio de 2015, o Medalhão Persa deixou de ser exibido pela Record News. O Hora News da Manhã, foi dividido em duas edições das 07h15 às 08h e das 09h às 10h. A reprise do Record News Paulista, às 18h, foi substituído pelo Repórter em Ação. Em julho transmitiu em conjunto com a Record, os Jogos Pan-Americanos de 2015, em Toronto no Canadá. Por causa da transmissão do evento, a emissora teve 13 milhões de espectadores no Painel Nacional de TV (PNT) do Ibope batendo o recorde do canal nos dois últimos anos. Em 10 de agosto, estreia o telejornal Link Record News, apresentado por Clébio Cavagnolle e Lidiane Shayuri, no qual será um telejornal interativo no qual o telespectador poderá comentar e opinar com os apresentadores. O jornal será exibido em duas edições às 11h00 e às 15h00. Em 28 de setembro, 1 dia após completar 8 anos, a emissora estreia o programa Pet Channel, uma produtora dedicada ao mundo dos animais domésticos e das pessoas que se relacionam com eles.

#### 2016
A Record News anuncia que vai transmitir os desfiles do Carnaval de Vitória. Em 25 de fevereiro a emissora passa a transmitir em VT as quintas feiras as corridas da Nascar Sprint Cup Series. No primeiro semestre 2016 também foram iniciadas as transmissões em HDTV. Em 16 de maio iniciou suas transmissões no sinal digital em Brasília pelo canal 45.
Transmitiu também os Jogos Olímpicos de Verão de 2016, realizados na cidade do Rio de Janeiro, em cobertura 100% independente da RecordTV, onde mostrou eventos alternativos aos que eram transmitidos pela "emissora mãe". Nesta cobertura, a Record News contratou narradores freelancer, como Rafael Spinelli, Rui Balla, Fábio Salomão e Marco Túlio Reis - este último que narra os VT's da Nascar pelo canal. E os comentários ficaram por conta dos jornalistas/comentaristas Alexandre Praetzel, Ary Pereira Jr, Alessandro Lucchetti e Renato Dagnino, técnico de judô. Ao todo, foram 200 horas de transmissões ao vivo.
Em comemoração aos nove anos da emissora, o canal assumiu um novo posicionamento para se aproximar do telespectador. Uma nova identidade visual e o slogan “Informação para você crescer” foi anunciado na noite do dia 10 de outubro em um programa intitulado RN Especial. Além do logotipo do canal, a modernização se estendeu aos cenários e pacotes gráficos dos principais telejornais da casa: Jornal da Record News, Link Record News e Hora News.

#### 2017
Em julho, após 10 anos saiu do ar o programa Economia e Negócios, comandado por Fatima Turci. Em setembro a emissora passou a retransmitir os telejornais da Record São Paulo o Balanço Geral SP e SP no Ar. Em 3 de setembro passa a exibir na integra o programa jornalístico americano 60 Minutes. Ainda em setembro, estrearam o  Conexão Flórida com Tina Roma e o esportivo TFC na TV, que até então era somente local pela TV Cultura Paulista.
Em 4 de outubro, é anunciada a contratação de Yudi Tamashiro, ex-SBT e que venceu a segunda temporada do Dancing Brasil, para apresentar o Programa do Yudi, que estreou no dia 7.

#### 2018
Em 8 de janeiro, reestreia o jornal Mundo Meio-Dia, após 6 anos fora do ar. Em março, estrearam o Alerta Brasil, jornal inspirado no Cidade Alerta, com Rafael Algarte e o RN Séries, com Gustavo Toledo, programa que reapresenta as grandes reportagens da emissora. Em 10 de junho, estreou o Andreoli Entre Amigos, programa de entrevistas com Luiz Andreoli. Em julho, a emissora passou a transmitir a Champions Cup, torneio de pré-temporada do Futebol Europeu.

#### 2019
De 24 de julho a 11 de agosto, a emissora transmitiu junto com a irmã Record, o aplicativo PlayPlus e o portal R7, os Jogos Pan-Americanos, direto de Lima, no Peru, somando junto com as suas mídias 1 000 horas de transmissão. A rede também adquiriu os direitos da próxima edição, que será em Santiago do Chile.
Em setembro, a emissora passou a produzir edições próprias do boletim JR 24 Horas com os seus âncoras, inclusive contando com mais edições que a irmã RecordTV além de seguir com a reprise da edição principal do mesmo telejornal.

### Década de 2020
Em 5 de março, surgiram rumores de que a irmã Record anunciaria o início de uma parceria com a rede Norte Americana Fox News. O acordo também envolveria a emissora de notícias e serviria como troca de conteúdos nacionais e internacionais, bem como a adoção de um tom mais conservador ao jornalismo. A aliança também faria parte do início de uma disputa acirrada contra a recém inaugurada CNN Brasil. A informação foi desmentida pela própria RecordTV posteriormente.
Em 15 de dezembro, o Grupo Record anunciou a rescisão de contrato com a PanAm Sports devido a recessão econômica por conta da Pandemia de COVID-19. Com isso, o canal que até então faria a cobertura dos Jogos Pan-Americanos de 2023 junto com a emissora irmã e suas mídias, ficará de fora pela primeira vez desde o Pan de 2011. Além disso, o grupo deixou um rombo de US$9,8 milhões (R$49,8 milhões), sendo US$4,8 milhões referentes ao atraso deixado em 2019 e US$ 5 milhões que deveriam ser recebidos em 2020. A entidade anunciou uma abertura de uma ação judicial contra a Record por quebra de contrato.

#### 2021
Em 27 de janeiro, a emissora anuncia uma parceria com a Samsung e passa a integrar a lista de canais do serviço Samsung TV Plus no canal 2010, sendo o segundo canal de notícias a entrar no lineup, junto com o Bloomberg TV.
Em 9 de novembro, foi adicionado o sinal da Record News na Pluto TV. No dia 17 de dezembro, o canal fechou os direitos de transmissão do The Ocean Race, conhecida como a Fórmula 1 dos mares. Em dezembro, o canal passa a ser transmitido pela Claro TV no Espírito Santo.

#### 2022

Logotipo usado de setembro de 2022 a outubro de 2023

Em fevereiro, o canal passa a ser transmitido pela Claro TV em São Paulo. Em 27 de setembro de 2022, dia do aniversário de 15 anos da emissora, a Record News ganha uma nova logomarca, remetendo ao começo do canal.

#### 2023
Em 6 de novembro, a Record News ganha novo logotipo como a irmã de grupo Record, mas tendo apenas o nome News.

#### 2024
Em 3 de janeiro de 2024, foi comunicada pela Record News uma mudança na presidência do canal. Anderson Souza foi designado para o cargo, sucedendo Reinaldo Gilli, que ocupava essa posição desde março de 2020. Em abril de 2024, a emissora de notícias pertencente ao Grupo Record transmitiu a final do Campeonato Paulista de Futebol de 2024 - Série A2 entre Velo Clube e o Esporte Clube Noroeste. No mês de maio, a Record News passou a transmitir o Campeonato Paulista de Futebol Feminino, com narração de Lucas Pereira, comentários de Camila Juliotti e a participação da ex-bandeirinha Ana Paula Oliveira. A emissora de noticias deve exibir todas 15 partidas do torneio com exclusividade na TV aberta, além de realizar a transmissão através pelo canal da Record News no Youtube.

## Controvérsias

### Inauguração em 2007
Em 27 de setembro de 2007, justamente no dia da inauguração da Record News, segundo o blog Josias de Souza, o vice-presidente de relações institucionais do Grupo Globo (conhecido como Organizações Globo na época), Evandro Guimarães, esteve em Brasília. Ele queixou das autoridades do governo de que, ao levar ao ar o seu canal de notícias 24 horas, em rede aberta, o Grupo Record passaria a operar dois canais de televisão em uma mesma cidade, o que é proibido pela lei brasileira.
Guimarães se encontrou com o ministro das Comunicações, Hélio Costa, a quem cabe zelar pelo sistema de concessões televisivas. Informou-se ao ministro que, além da Globo, também a Rede Bandeirantes compartilhava da reclamação contra a Record. No entanto, o próprio ministro respondeu que está isento desse assunto e que é imparcial, pois não há irregularidade no caso. Aproveitando-se disto, a Rede Record veiculou nos dias 1º e 2 de outubro, um editorial de protesto contra Globo e Rede Bandeirantes, mas foi a Globo que foi duramente criticada.
Porém, a Record e a Record News, noticiou que o Grupo Bandeirantes operava dois canais de São Paulo (a própria Bandeirantes e, na época a PlayTV), mas ignorou que por causa de razões sociais diferentes isso é permitido por lei, valendo-se que o inimigo é a Globo.

### Crise em 2012
No dia 5 de novembro de 2012, semanas depois de estrear novas atrações, o Grupo Record demite 70% de seus funcionários da Record News (cerca de 40 funcionários) e que entre eles estão 25 jornalistas.
Em nota, o Grupo Record informou que a emissora passaria por uma reformulação, concentrando apenas em telejornais.
Em 2012, surgiram especulações sobre o fim da Record News e do Portal R7, a descontinuidade desses veículos de comunicação era motivado por questões econômicas.

### Invasão do sinal ao vivo em 2025
Em 29 de julho de 2025, durante o telejornal News 19, a transmissão ao vivo da programação da Record News no YouTube foi interrompida por imagens em preto e branco contendo números e frases desconexas em inglês. Dois minutos após o ocorrido, o sinal da emissora voltou ao normal. 
Em comunicado, a Record News afirmou: 
| “ | Nosso time de TI está trabalhando para descobrir a origem do problema e também estamos em contato com a equipe do YouTube para entender o ocorrido. A falha se deu somente no sinal do YouTube. As demais transmissões, inclusive o sinal de TV aberta e PayTV, não foram afetadas. | ” |

O vídeo exibido durante a invasão se trata de uma antiga creepypasta conhecida como "The Wyoming Incident" (O Incidente de Wyoming), que conta que uma pessoa teria invadido o sinal de um telejornal local nos Estados Unidos para exibir imagens e frases perturbadoras. No entanto, o fato é que o vídeo nunca chegou a ser exibido em nenhuma emissora de televisão americana, sendo apenas uma lenda.